# Saint-Jean-de-Fos
Saint-Jean-de-Fos (en occitano Sant Joan de Fòrcs) es una comuna francesa, situada en el departamento de Hérault, en la región de Occitania. Sus habitantes reciben el nombre (en francés) de los jeanfossois.
El medieval Puente del Diablo sobre el río Hérault, entre esta localidad de Saint-Jean-de-Fos y Aniane se encuentra incluido como parte del lugar Patrimonio de la Humanidad llamado «Caminos de Santiago de Compostela en Francia» (Código 868-033).

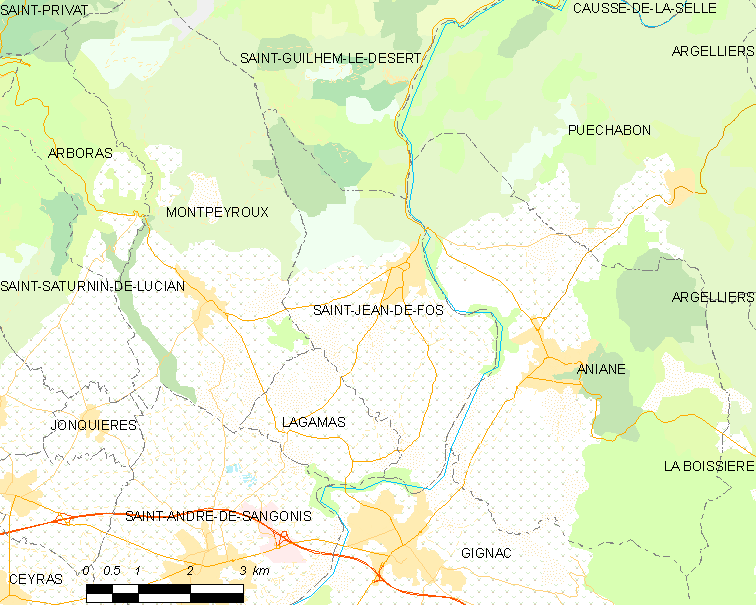
Mapa

## Demografía
| 946             | 939 | 861 | 905 | 1 011 | 1 160 | 1 621 |
| (Fuente: INSEE) |     |     |     |       |       |       |